# یک میلیونر و دو مفلس
یک میلیونر و دو مفلس فیلمی به کارگردانی محمد متوسلانی و نویسندگی احمد نجیب‌زاده محصول سال ۱۳۵۱ است.

## بازیگران
- منصور سپهرنیا
- محمد متوسلانی
- گرشا رئوفی
- ژاله سام
- حسن رضیانی
- ملیحه نصیری
- اسدالله یکتا
- صمد صباحی